# Mauricio Gomes Pereira
Mauricio Gomes Pereira (Belo Horizonte, 15 de janeiro de 1937) é um médico brasileiro.
Graduado em medicina em 1962 pela Universidade Federal do Rio de Janeiro. Foi eleito membro da Academia Nacional de Medicina em 2016, ocupando a Cadeira 16, que tem Érico Marinho da Gama Coelho coo patrono.